# U-52 (1938)
U-52 – niemiecki okręt podwodny (U-Boot) typu VII B z okresu II wojny światowej. Okręt wszedł do służby w 1939.

## Historia
Zamówienie na kolejny okręt podwodny typu VII B zostało złożone w stoczni Germaniawerft w Kilonii 21 listopada 1935. Rozpoczęcie budowy okrętu miało miejsce 15 maja 1937. Wodowanie nastąpiło 21 grudnia 1938, wejście do służby 25 czerwca 1939.
Po wejściu do służby jednostka włączona w skład Flotylli U-Bootów „Wegener” (przemianowanej później na 7. Flotyllę). Podczas ośmiu patroli bojowych zatopił 14 jednostek nieprzyjaciela o łącznej pojemności 61.399 BRT.
Od czerwca 1941 wykorzystywany w charakterze okrętu szkolnego kolejno w 26., 24. i 23. Flotylli. 23 października 1943 wycofany w Gdańsku ze służby. Zatopiony przez załogę 3 maja 1945 (operacja Regenbogen).